# Noordeinde 122 (Den Haag)
Noordeinde 122 / 122a is een woon- en winkelpand aan het Noordeinde in Den Haag.
Het achterhuis van het pand werd in de 18e eeuw gebouwd. In 1900 ontwierp architect Nicolaas Molenaar sr. een nieuwe gevel met versierde winkelpui in baksteen en natuursteen voor apotheek J.J. Schoevers. Tegenwoordig is hier een serviezenwinkel gevestigd.
Wegens de architectuurhistorische waarde is het gebouw een gemeentelijk monument.

## Bron
- Monumentenzorg Den Haag o Noordeinde 122 en 122a
- Het Nieuwe Instituut - Nicolaas Molenaar